# Baltistan
Baltistan (àrab Tibbat-i Khurd que vol dir Petit Tibet, urdú: بلتستان), balti بلتیول Baltiyul) és una regió entre Gilgit i Ladakh d'uns 240 de llargada i 26.393 km², actualment sota administració del Pakistan, una de les tres regions que formen el Balawaristan separat del Caixmir (les altres dues són el Dardistan i el Brooshaal). A la regió es troben alguns dels cims més alts del món: el K2 (8.611 metres), el Gasherbrum (8.068 metres), i el Haramosh (7.397 metres). Skardu és la principal vila situada al centre de la regió, amb un petit aeròdrom i serveis bàsics de llum (des de 1951), hospital, escoles i mercat. Per la població la ciutat de més significació és Ghyari on hi la mesquita de Sayyid Ali Hamadani, introductor de l'islam. Al segle xix se l'anomenà Iskardoh (Skardu), del nom de la capital, però no va arrelar.
Diversos rius neixen o tenen origen en aquesta regió, com l'Indus, Shyok, Shigar, Dras i Suru (aquestos dos formen el Kargil), Braldu i Basar (afluents del Shigar), i Hushe i Saltaro (afluents del Shyok). Baltistan està dividida en valls o comarques: Skardu, Shigar, Braldah, Basha, Rondu, Haramosh, Kiris, Khapalu, Chorbat, Parkutta, Tolti i a l'orient Kargil. La llengua principal és el balti, que és una barreja de tibetà amb àrab i persa i lleuigerament diferent del ladakhi (baltis i ladakhis es poden entendre)
Els habitants baltis es van convertir a l'islam al segle xiv per obra de Sayyid Ali Hamadani de Srinagar (però d'origen persa) i el seu delegat (khalifa) Sayyid Muhammad Nur Bakhsh. Són polígams i xiïtes. Els seus veïns hunzes (hunza) són ismaïlites.
El territori fou governat per radjas o gyalpos entre els quals el més famós fou Sher Khan el Fort (1590-1625). Ali Mir, el cap local de Skurda, va prendre el poder al país dels baltis. El darrer gyalpo, Ahmad Shah, fou derrotat i va perdre la independència contra el general dogra Zorawar Singh el 1840, quedant el país annexionat a Caixmir on governava Gulab Singh. El 1846 el tractat d'Amritsar va posar Baltistan sota control britànic, quedant incorporat al wazirat de Ladakh dividit en els tahsildars de Skardu i Kargil.
El febrer de 1948 els habitants van rebutjar la sobirania de Caixmir i van demanar a Pakistan l'administració provisional de la regió. Pakistan hi ha fet fortes inversions però des dels anys noranta un fort moviment independentista i musulmà integrista s'ha desenvolupat al territori.

## Gyalpos
- Ibrahim Shah segle XII/XIII
- Sis o set gyalpos
- Shakar Rygyayul-Fu ? -1437
- Ghota Cho-Senge 1437-1490
- Bugha 1490-1515
- Un o dos gyalpos 1515-1565
- Ghazi Mir 1565-1590
- Ali Sher Khan el Fort 1590-1625
- Ali Mir 1625-1635
- Adam Khan 1635-1660
- Shah Murad 1660-1680
- Shir Khan 1680-1710
- Muhammad Rafi 1710-1745
- Sultan Murad II 1745-1780
- Azam Khan 1780-1785
- Muhammad Zafar Khan 1785-1787
- Ali Sher Shah 1787-1800
- Ahmed Shah 1800-1841, a Caiximir 1840
- Mahmud Shah 1841-? (no sobirà)
- Ali Shah (no sobirà)
- Shah Abbas (no sobirà)